# Журавель, Сергей Борисович
Сергей Борисович Журавель (бел. Сяргей Барысавіч Журавель; 1 июня 1954, Минск, Белорусская ССР, СССР — 14 августа 2015, Минск, Беларусь) — советский и белорусский актёр театра и кино, Заслуженный артист Республики Беларусь (2000), Народный артист Беларуси (2011).

## Биография
Родился в семье учёного-селекционера.
В 1976 году окончил Белорусский государственный театрально-художественный институт.
Работал в Минском ТЮЗе. Его дебютная роль — Сергей Тюленин в спектакле «Молодая гвардия» в постановке Павла Хомского. Затем выступал на сцене Молодёжного театра.
С 1980 по 1994 год преподавал в Белорусском университете культуры режиссуру и актёрское мастерство.
С 1999 по 2005 год был художественным руководителем «Альфа радио» (Минск). 
С октября по декабрь 2005 года был ведущим документального сериала «Судьба человека» на телеканале «Лад». 
С 27 января 2006 по 2011 год был голосом СТВ.
1 января 2008 года телеканал ОНТ показывал новогодний ночь мюзикл «Павлинка NEW», где одну из ролей сыграл Сергей Журавель.
С 2009 года работал в Национальном академическом театре имени Янки Купалы. Последней ролью артиста стал Яцек в «Пане Тадеуше» по Адаму Мицкевичу.
Умер 14 августа 2015 года на 61-м году жизни от остановки сердца. Похоронен в Минске, на Восточном кладбище.

## Фильмография
- 2016 — «Город» — Юрий Борисович Волошин
- 2015 — «Снайпер: Герой сопротивления» (Беларусь, Россия) — немецкий генерал
- 2015 — «Сладкое прощание Веры» (Беларусь) — ресторатор
- 2015 — «Неподкупный» — Андрей Георгиевич Левин, режиссёр театра
- 2014 — «Чудотворец» — Сергей Дмитриевич Патаев (Седой), криминальный авторитет
- 2014 — «Уходящая натура» — врач
- 2014 — «Старшая дочь» — Геннадий Борисович, декан
- 2014 — «Прошу поверить мне на слово» — Аркадий Низовцев
- 2014 — «Нереальная любовь» — директор школы
- 2014 — «Доброе имя» — Борис Фуксман, агент Литовкина (7-я серия)
- 2014 — «Государственная граница» (Беларусь) — дядя Миша (фильм № 11: «Смертельный улов»)
- 2014 — «Алхимик. Эликсир Фауста» — продавец антикварного магазина
- 2013 — «Хочу замуж» — антиквар
- 2013 — «Сила Веры» — Сергей Олегович, репродуктолог
- 2013 — «Процесс» — истец
- 2013 — «Она не могла иначе» (Беларусь, Россия) — Сергей Борисович, полковник КГБ
- 2013 — «КиндерВилейское привидение» (Беларусь) — Ян Хмельсинг, охотник за привидениями
- 2013 — «Иллюзия счастья» — отец Юрия
- 2013 — «Все сокровища мира» — Глеб Борисович Крутов, хозяин антикварной лавки
- 2012—2013 — «Белые волки» — Пётр Игоревич Китайцев, хозяин строительной компании
- 2012 — «Украсть Бельмондо» (Беларусь) — Владимир Анатольевич, агент Бакунина
- 2012 — «Псевдоним „Албанец“»-4 — адвокат
- 2012 — «Полосатое счастье» — Павел Сергеевич, профессор
- 2012 — «Петрович» — Григорий Васильевич, глава района
- 2012 — «Любовь для бедных» — адвокат
- 2012 — «Любви целительная сила» — фотограф
- 2012 — «Источник счастья» — Сергей Викентьевич, покупатель квартиры
- 2012 — «Деревенская история» — Вадим, композитор
- 2012 — «1812: Уланская баллада» (Беларусь, Польша, Россия, Чехия) — Михаил Илларионович Кутузов, генерал-фельдмаршал, главнокомандующий
- 2011 — «Чёрные волки» — Аркадий Эдуардович Ганевич, эксперт
- 2011 — «Слепое счастье» — главврач
- 2011 — «Роман в письмах» — нервный преподаватель
- 2011 — «Поцелуй Сократа» (Беларусь) — Дмитрий Фёдорович Фалько
- 2011 — «Чистый лёд» (фильм № 4: «Один единственный и навсегда») — Александр Михайлович, главврач
- 2011 — «Немец» (Беларусь) — Харитон, архивариус, самостоятельно ищущий сокровища
- 2011 — «Навигатор» — Соколов, адвокат
- 2011 — «Слезы ангелов» (1-я серия)
- 2010 — «Что скрывает любовь» — Антон Андреевич, криминалист
- 2010 — «Трамвай в Париж» (Беларусь) — заказчик фотосессии
- 2010 — «Псевдоним „Албанец“-3» — Александр Вениаминович, адвокат
- 2010 — «Покушение» (Беларусь) — Иван Павлович, главный врач психиатрической больницы
- 2010 — «Масакра» (Беларусь) — Островский, помещик
- 2010 — «Иллюзия охоты» (Беларусь) — Вадим Петрович Мерцалов
- 2010 — «Журов-2» — Илья Макарович Хомяков («Глухарь», Фильм 5)
- 2009 — «Дастиш фантастиш» (Беларусь) — адвокат
- 2008 — «Тень самурая» (Беларусь) — Теодор Тромб, магистр чёрной и белой магии
- 2008 — «Сумасшедшая любовь» — Борис Борисыч, директор фирмы — алкоголик
- 2008 — «Побочный эффект» — Александр Кратов, муж Лизы
- 2008 — «Обречённые на войну» — Петряков
- 2008 — «Новогодние приключения в июле» (Беларусь) — старуха Рампутель
- 2008 — «Наваждение» — конферансье в ночном клубе
- 2007 — «Шутка» — Павловский
- 2007 — «Скульптор смерти» — Аркадий Осокин, радиоведущий, бывший муж Равенской
- 2007 — «Пантера» — эпизод
- 2007 — «Девять дней до весны» — любовник
- 2007 — «Ваша честь» — Гусев (10-я серия)
- 2006 — «Вызов-2» — Семён Михайлович Шейнин, костоправ
- 2006 — «Предсказание» (фильм № 4)
- 2005 — «Призвание» (Беларусь, Россия) — Гусаков
- 2005 — «Миллион каратов» (фильм 6)
- 2005 — «Мужчины не плачут-2» — Стрельченко
- 2004 — «Пойти и не вернуться» (Беларусь)
- 2004 — «Мужчины не плачут» — Илья Семёнович Стрельченко
- 2004 — «Говорите громче! За вами наблюдают…» (Беларусь)
- 2004 — «Карусель» — аферист
- 2003 — «Отель „Исполнение желаний“» (Беларусь)
- 2003 — «Небо и земля» (Беларусь, Россия)
- 2002 — «Нескучные материалы» (Беларусь)
- 2000 — «Зорка Венера» (Беларусь) — Маэстро
- 1999 — «Каменская» (сезон 1-й, фильм 8-й «Не мешайте палачу») — Михаил Иванович Ларкин
- 1997 — «Ботанический сад» (Беларусь, Россия) — продюсер
- 1982 — «Я не печалюсь… Максим Богданович» (документальный) — Максим Богданович
- 1982 — «Давай поженимся» — эпизод
- 1980 — «Аистёнок» (короткометражный) — Сергей Судаков, лейтенант милиции, участник самодеятельности
- 1979 — «Задача с тремя неизвестными» — Пётр Тарифов, электромонтёр ЖЭКа
- 1975 — «Там вдали, за рекой» — эпизод (нет в титрах)

## Озвучивание мультфильмов
1. 1977 — Миловица

## Награды и звания
- Премия Ленинского комсомола Белорусской ССР (1980) за спектакль «Бемби» по сказке Зальтона. Лауреат премии им. Буйницкого (1999)
- Заслуженный артист Республики Беларусь (2000)[1]
- Народный артист Беларуси (2011)[2]